# Båberg
Båberg is een plaats in de gemeenten Trollhättan en Vänersborg in het landschap Västergötland en de provincie Västra Götalands län in Zweden. De plaats heeft 63 inwoners (2005) en een oppervlakte van 23 hectare.

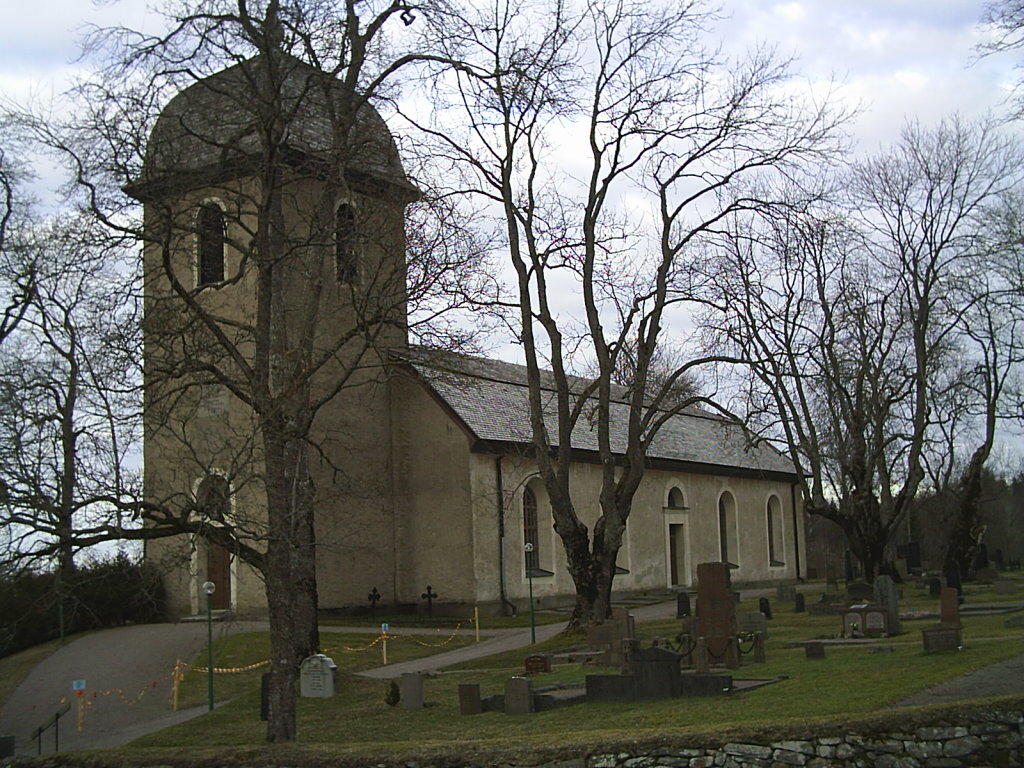